# Crunch (Cry Wolf)
Crunch è la ristampa del primo album dei Cry Wolf, pubblicato nel 1990 per l'Etichetta discografica Grand Slamm Records per il mercato statunitense.

## Tracce
1. Road To Ruin
2. Red Shoes
3. Face Down In The Wishing Well
4. Long Hard Road
5. On The Run
6. Stop, Look & Listen
7. Pretender
8. Dirty Dog Night
9. West Wind Blows
10. Back To You

## Formazione
- Timmy Hall - voce
- Steve McKnight - chitarra
- Phil Deckard - basso
- Paul Cancilla - batteria

### Altri musicisti
- John Crampton - tastiere (nelle tracce 1, 5, 10)